# H症候群
H症候群（英: H syndrome）または組織球症リンパ節症プラス症候群（英: Histiocytosis-lymphadenopathy plus syndrome; HLPS）は、ヒト平衡型ヌクレオシド輸送体（hENT3）蛋白質をコードするSLC29A3 遺伝子の変異によって引き起こされる稀な遺伝性疾患である。
ファイサラバード組織球症、家族性ロザイ・ドルフマン病、巨大リンパ節腫脹を伴う洞組織球症、インスリン依存性糖尿病症候群を伴う色素性多毛症としても知られている。

## 概要
この症候群には多くの臨床的特徴があり、その大部分の英語名がHで始まることからH症候群と呼ばれるようになった。特徴的なH症状を下記に挙げる
- 色素沈着（英: Hyperpigmentation，独: Hyperpigmentierung）
- 多毛症（英: Hypertrichosis，独: Hypertrichose）
- 肝脾腫（英語版）（英: Hepatosplenomegaly，独: Hepatosplenomegalie）
- 心奇形（英: Heart anomalies，独: Herzfehler）
- 難聴（英: Hearing loss，独: Hörverlust）
- 性腺機能低下症（英: Hypogonadism，独: Hypogonadismus）
- 低身長（英: low Height，独: Kleinwuchs）
- 高血糖（英: Hyperglycemia，独: Hyperglykämie）
- 外反母趾（英: Hallux valgus，独: Hallux valgus）[要出典]

その他にも、静脈瘤、強膜血管拡張、顔面の毛細血管拡張症などの血管の変化、眼球突出症、吸収不良、腎異常も報告されている。

## 関連遺伝子
SLC29A3 遺伝子は10番染色体の長腕（10q22）に位置している。原因遺伝子は2010年に同定された。

## 発症機序
2021年現在知られていない。

## 診断
特徴的な皮膚の変化と臨床的特徴の組み合わせにより診断する。赤血球沈降速度が著しく速まり、血清では軽度の小球性貧血と肝機能検査の数値上昇が認められる。診断は遺伝子検査により確定する。

## 管理
現在、この疾患に対する根治的な治療法はない。管理は臨床症状に基づいて行われる。

## 歴史
H症候群は1998に初めて報告された。